# Rêve de fer
Ne doit pas être confondu avec Rêve de fer (émission de télévision).
Rêve de fer (titre original : The Iron Dream) est un roman de fantasy de l’écrivain américain Norman Spinrad publié aux États-Unis en 1972 et en France en 1973. Ce roman présente un autre roman censé avoir été écrit par Adolf Hitler, dans un monde uchronique où il aurait émigré aux États-Unis après la Première Guerre mondiale et entamé une carrière d'écrivain de science-fiction, dont les œuvres reflètent les obsessions de son alter égo réel.

## Résumé
Les trois-quarts de Rêve de fer sont formés du Seigneur du Svastika (Lord of the Swatiska), un roman d’heroic fantasy censé avoir été écrit par le double uchronique d’Adolf Hitler ; il est précédé d’une présentation de son auteur, et suivi d’une analyse critique de l’œuvre.

### Résumé duSeigneur du Svatiska
Dans un monde ayant subi un cataclysme nucléaire, la plus grande partie du monde est radioactive et peuplée de mutants, à part quelques zones épargnées où s'isolent des populations génétiquement saines. Feric Jaggar est un Purhomme né dans la république de Heldon, peu avant que son père n'en soit chassé pour des raisons politiques. Condamné à grandir en Borgravie, parmi la faune des mutants avilis par les Dominateurs (« Doms »), il développe une rancœur féroce pour ces derniers, qui infectent l'Humanité en l'entraînant vers sa déchéance. Feric Jaggar souhaite retourner dans sa patrie natale, Heldon, où seuls les Purhommes tels que lui sont autorisés à vivre.
En arrivant à Heldon, il réalise rapidement que les mutants et la corruption issue des Doms s'insinuent aisément à Heldon. Il crée alors un groupe politique violent, obsédé par la pureté génétique, à l'esthétique guerrière prononcée rappelant celle développée par le Troisième Reich. Il gagne le pouvoir, mais élimine ses premiers soutiens, comme Hitler le fit pour les SA. Il lance Heldon dans un vaste programme de militarisation et de purification génétique à l'aide de camps d'internement et de stérilisation de masse.
L'armée ainsi créée conquiert rapidement les contrées limitrophes comme la Borgravie où Jaggar a vécu son enfance. Elle se lance ensuite à l'assaut des armées des Doms, et l'œuvre présente de sanglantes batailles répétitives où la mort est mécanique et les soldats ennemis décérébrés agissent comme des automates. Les armées des Doms sont vaincues, mais le dernier d'entre eux fait exploser des bombes nucléaires dans les déserts irradiés qui soulèvent d'immenses nuages radioactifs, contaminant le génome de toute la population humaine. L'ensemble des humains se fait donc stériliser pour ne pas donner naissance à des mutants, et crée des clones purs qui servent d'équipage à la première fusée avec l'objectif de coloniser le cosmos.

## Commentaire
Sous le titre de Rêve de Fer, l'œuvre de Norman Spinrad, se cache un autre livre : Le Seigneur du Svastika, censé avoir été écrit par Adolf Hitler. Dans cette uchronie, le dictateur n'a jamais accédé au pouvoir : après la Première Guerre Mondiale, il vit quelque temps à Munich où il se fait remarquer par ses provocations extrémistes.
En 1919, l'inexorable montée du communisme le conduit à émigrer aux États-Unis, où il survit misérablement en exerçant le métier d'artiste-peintre. Après avoir réalisé plusieurs illustrations pour Amazing Stories, Hitler se lance dans l'écriture de romans de fantasy avec La Race des Maîtres, L'Empire de Mille Ans, et surtout : Le Seigneur du Svastika, censé avoir été récompensé par le Prix Hugo en 1954.
C'est ce roman que Norman Spinrad publie, accompagné d'une courte biographie et d'une importante étude dans laquelle sont mis en évidence les mécanismes du roman et les obsessions de son auteur fictif.

## Présentation de l'œuvre
Construit à partir d'une mise en abyme, ce roman a longtemps été considéré comme une apologie du nazisme et interdit en Allemagne de l'Ouest. Il s'agit plutôt d'une parodie autour de l'heroic fantasy :

« Rêve de fer est une parodie énorme, à la fois délirante et logique, de toute l'heroic fantasy, de tout ce qu'elle contient de fascisme larvaire, de pulsions guerrières, d'images nietzschéennes du surhomme et de la race dominatrice. »

Ce roman est précédé d’une notice de Norman Spinrad consacrée au romancier Adolf Hitler :

« Adolf Hitler est né en Autriche le 20 avril 1889. Émigré de fraîche date en Allemagne, il servit dans l’armée allemande pendant la Grande Guerre. La paix venue, il fit une brève incursion dans les milieux radicaux munichois avant d’émigrer à New York en 1919. Il y mena de pair, apprenant entre-temps l’anglais, une existence précaire d’artiste de trottoir et de traducteur occasionnel à Greenwich Village, refuge de la bohème new-yorkaise. Après quelques années de cette vie sans contrainte, il commença à décrocher de petits travaux d’illustration dans des magazines et des revues de bandes dessinées. Sa première œuvre d’illustrateur dans les pages du magazine de science-fiction Amazing date de 1930. Dès 1932, ses dessins parurent régulièrement dans les magazines de SF et, en 1935, il jugea son anglais suffisant pour faire ses débuts d’auteur. Le restant de sa vie fut consacré à la science-fiction, comme écrivain, illustrateur et éditeur de fanzines. Connu des amateurs d’aujourd’hui surtout pour ses nouvelles et ses romans, Hitler n’en fut pas moins un illustrateur réputé durant l’âge d’or des années trente ; il édita en outre nombre d’anthologies, écrivit de savoureuses critiques, et publia pendant près de dix ans un fanzine populaire, Storm.
La Convention mondiale de Science-Fiction lui décerna en 1955 un Hugo posthume pour Le Seigneur du Svastika, terminé juste avant sa mort, en 1953. Pendant de nombreuses années, il avait été une des figures de proue des Conventions, et sa réputation de conteur intarissable et spirituel avait fait le tour du petit monde de la SF. Depuis la parution du Seigneur du Svastika, les costumes chatoyants nés de son imagination sont les thèmes favoris des bals masqués. Hitler est mort en laissant à tous les passionnés de la science-fiction l’héritage de ses nouvelles et de ses romans.
Le Prix Hugo - en l’honneur d’Hugo Gernsback, l’inventeur du mot science-fiction - est la plus haute récompense littéraire du genre.
Liste des ouvrages fictifs d’Adolf Hitler : Du même auteur : L’Empereur des astéroïdes / Les Bâtisseurs de Mars / Combat pour les étoiles / Le Crépuscule de Terra / Le Sauveur de l’espace / La Race des Maîtres / L’Empire de mille ans / Le Triomphe de la volonté / Demain, le Monde. »

Le roman proprement dit constitue un étonnant démontage critique de ce genre de la science-fiction, qui a connu et connaît toujours un succès immense aux États-Unis, le space opera, dont il souligne les composantes ingénument fascistes. Et le space opera qu’écrit, en uchronie, un immigrant autrichien un peu frappé, moyennement talentueux, du nom d’Adolf Hitler, transpose évidemment dans l’espace galactique une histoire qui trouve quelque écho à la lumière de l’Histoire réelle : la prise du pouvoir par le surhomme Feric Jaggar et sa clique de Seigneurs de la Guerre, l’extermination des mutants impurs, le millenium que promet emphatiquement le final, tout cela formant un magma ampoulé de batailles et de descriptions apocalyptiques. (Lignes extraites d'Emmanuel Carrère, "Le Détroit de Behring", P.O.L, 1986.)
Provoquant à souhait, Norman Spinrad ne laisse planer aucun doute quant à sa position antinazie, en particulier dans la postface, véritable exercice de style. Censée être rédigée par un psychanalyste de renom, Homer Whipple, de l’Université de New York, elle se conclut ainsi : "Nous avons de la chance qu’un monstre comme Feric Jaggar demeure à jamais enfermé dans les pages de la science-fiction, rêve enfiévré d’un écrivain névrosé nommé Adolf Hitler.". En outre, ce psychanalyste fictif trouve ridicule l’idée qu’Adolf Hitler ait pu se retrouver un instant tenté par la politique, ou bien qu’une nation entière se jetterait dans la folie d’un seul homme au travers de discours furieux et de meetings impressionnants ("Une telle psychose de masse ne pourrait jamais survenir dans le monde réel").
De plus, cette postface a l’intérêt de nous présenter succinctement le monde uchronique dans lequel Hitler est un auteur de fiction. On y apprend que la « Grande Union des républiques socialistes soviétiques » a envahi la Grande-Bretagne en 1948. Plus loin, l’auteur de la postface continue de dévoiler à quoi ressemble ce monde. Cette URSS-là occupe toute l’Eurasie, une grande partie de l’Afrique et commence à s’implanter en Amérique latine. Une Guerre froide, dans laquelle elle a le leadership incontestable, l’oppose aux alliés nippo-américains.
Toute cette description reste évasive et ne sert qu’à faire le parallèle entre la lutte anti-communiste dans ces États-Unis uchroniques et la lutte entre la nation de Feric Jaggar et les autres nations dans le roman d’Hitler.

## Prix littéraires
- Le roman Rêve de fer a remporté le prix Apollo 1974.

## Éditions françaises
- OPTA, collection Anti-mondes no 9, novembre 1973, traduction de Jean-Michel Boissier
- Le Livre de poche, collection SF no 7011, 1977  (ISBN 2-253-01746-9)
- Presse de la Cité, collection Futurama - Superlights no 22, 1985  (ISBN 2-258-01506-5)
- Pocket, collection SF-Fantasy no 5414, 1992  (ISBN 2-266-03902-4)
- Gallimard, collection Folio SF no 239, 2006  (ISBN 2-07-032052-9)